# Municipio de Almira
El municipio de Almira (en inglés: Almira Township) es un municipio ubicado en el condado de Benzie en el estado estadounidense de Míchigan. En el año 2010 tenía una población de 3645 habitantes y una densidad poblacional de 0,04 personas por km².

## Geografía
El municipio de Almira se encuentra ubicado en las coordenadas 44°44′23″N 85°53′14″O / 44.73972, -85.88722. Según la Oficina del Censo de los Estados Unidos, el municipio tiene una superficie total de 93.3 km², de la cual 87,6 km² corresponden a tierra firme y (6,16 %) 5,8 km² es agua.

## Demografía
Según el censo de 2010, había 3645 personas residiendo en el municipio de Almira. La densidad de población era de 0,04 hab./km². De los 3645 habitantes, el municipio de Almira estaba compuesto por el 97,53 % blancos, el 0,16 % eran afroamericanos, el 0,6 % eran amerindios, el 0,25 % eran asiáticos, el 0,33 % eran de otras razas y el 1,12 % eran de una mezcla de razas. Del total de la población el 1,21 % eran hispanos o latinos de cualquier raza.